# Eksploracja zabytków ruchomych
Eksploracja zabytków ruchomych – w trakcie prowadzenia eksploracji stanowiska archeologicznego badacz może natrafić na zabytki ruchome. Przedmioty te powinny być odkrywane wraz z warstwą, w której zalegają. Niedopuszczalne jest wyciąganie zabytków, kiedy jeszcze znajdują się w ziemi, ponieważ może się okazać, że przedmiot zalega w niższej warstwie niż ta widoczna w danej chwili. 
Odkrywane w czasie prac wykopaliskowych zabytki ruchome dzielą się na:
- zabytki wydzielone - które dokumentowane są bezpośrednio w miejscu znalezienia (dokumentacja rysunkowa, fotograficzna, szczegółowa lokalizacja)
- zabytki masowe - pochodzące z tej samej warstwy, znajdowane w dużych ilościach (kości zwierzęce, fragmenty polepy, skorupy). Zbierane są razem i dokumentowane w obrębie jednostek podziału powierzchni wykopu lub danego obiektu. Nie jest możliwa w przyszłości dokładna lokalizacja zabytków. Nie jest to jednak konieczne w przypadku zabytków występujących masowo.

Drobne zabytki mogą zostać przeoczone przez badaczy i znaleźć się na hałdzie. Można tego uniknąć przesiewając wyeksplorowaną ziemię przez sito. Nie jest możliwa dokładna lokalizacja zabytków, ale przynajmniej można określić ją w przybliżeniu i przypisać zabytki do konkretnej warstwy oraz obiektu. Sama czynność przesiewania wymaga zaangażowania dodatkowych sił i dlatego nie zawsze ma to miejsce.
Zabytki zbierane są do specjalnie przygotowanych pojemników / pudełek / wiaderek / kuwet. Każda powierzchnia, na której prowadzone są badania ma przypisany, odpowiednio oznaczony pojemnik przeznaczony na zabytki. Metryczka pojemnika zawiera informacje o numerze warstwy, dane lokalizacyjne, datę, opis zawartości.
Każdy wydzielony zabytek posiada swoją własną metryczkę. 
Metryczki pozwolą w przyszłości w trakcie analizy danych na korelację zabytków z warstwami archeologicznymi.